# アルブレヒト・ジークムント・フォン・ゼーグート＝スタニスワフスキ

ゼーグート＝スタニスワフスキ伯爵の紋章

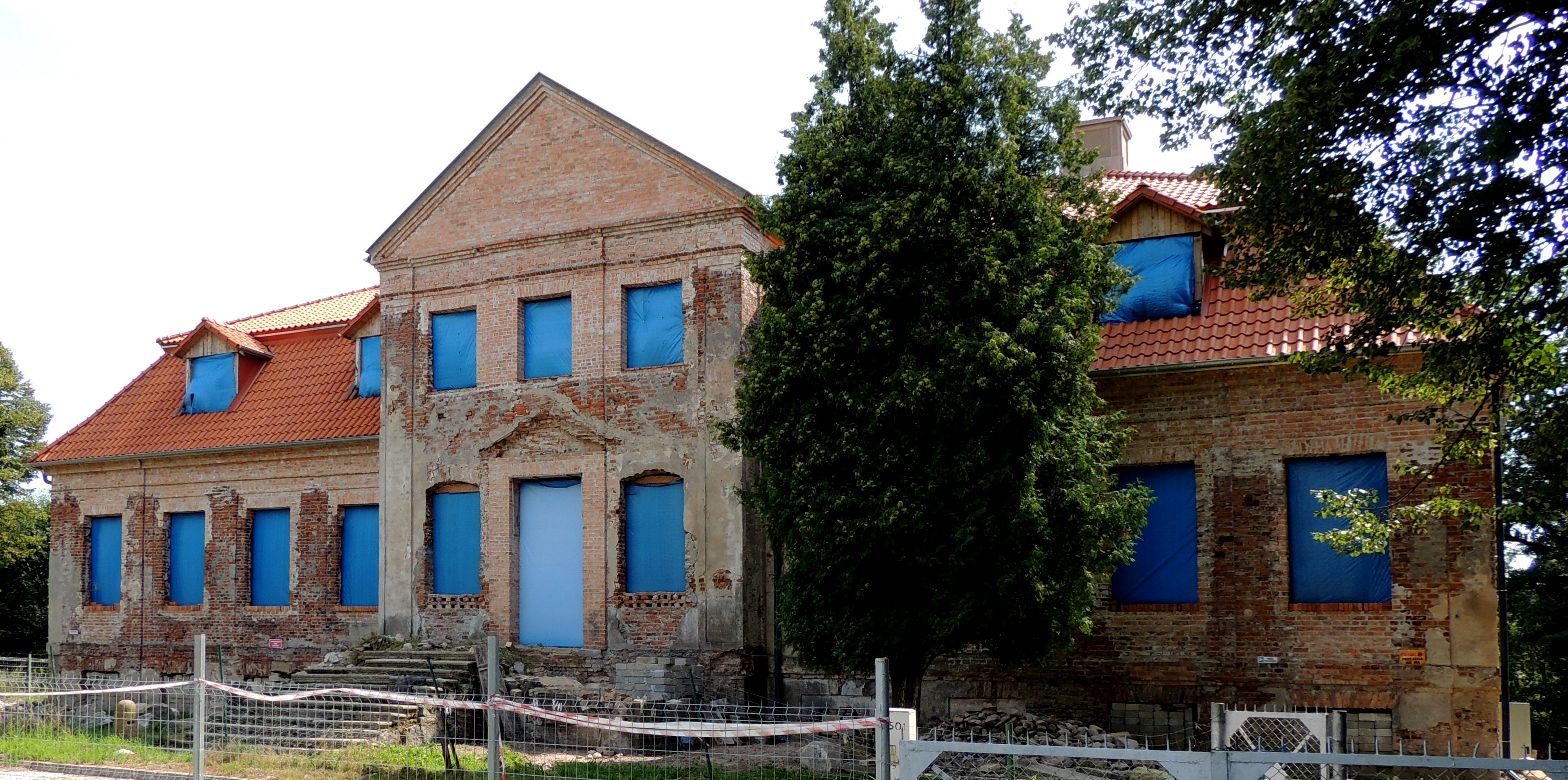
リンデナウ領主館跡、2013年撮影

アルブレヒト・ジークムント・フォン・ゼーグート＝スタニスワフスキ（Graf Albrecht Siegmund von Seeguth-Stanisławski, 1688年8月10日 レーセル - 1768年9月16日 リンデナウ）は、ザクセン選帝侯領の政治家・閣僚。伯爵。

## 生涯
ポーランド王ヤン・ソビェスキの宮廷侍従で陸軍大佐のヴァツワフ・スタニスワフスキと、ドイツ貴族出身のマリア・ルイーゼ・フォン・ポデヴィルスの間の三男。実はザクセン選帝侯になる以前のアウグスト強王の認知されていない庶子だと考えられる。
1700年より兄弟と共にブラウンスベルクのイエズス会学校に学び、1709年よりザクセンの政府・軍に仕官した。大北方戦争中のシュトラールズント攻囲戦に従軍。1721年ザクセンの宮廷財務官、1735年王領プロイセンの郵便総監となる。翌1736年帝国伯に叙爵され、同年中に白鷲勲章を拝受した。1743年枢密院議長、1763年内閣府大臣に昇進。
1713年アウグスト強王よりポメラニア地方のヤクトヴォ（Jaktowo）を封土として授与された。1727年には30年の年限付きでトロピ（Tropy）を、翌1728年にクフィエツェヴィエ（Kwiecewie）を与えられた。1739年、姉妹の夫フリードリヒ・レオポルト・フォン・ゲスラー伯爵からリンデナウの世襲領を購入。リンデナウに領主館及びバロック式庭園を造営し、夏の居館として使用した。またハイリゲンバイル近郊シュトルブニェ（Strubnie）及びヘンネベルク（Henneberg）も所有した。
1724年2月22日、アウグスト強王の晩年の妾だったヘンリエッテ・フォン・オスターハウゼンと最初の結婚をするが、3年後に死別。1737年5月6日、シュレースヴィヒ＝ホルシュタイン＝ゾンダーブルク＝ベック公カール・ルートヴィヒの妹ルイーゼ・アルベルティーネ（1694年 - 1773年）と再婚。どちらの妻との間にも子は無かった。
ゼーグートは遺言により莫大な財産の大半をカトリックの女子孤児院と戦争未亡人・戦争孤児のためのルター派の福祉施設に寄付した。彼の遺骸は故郷レーセルの洗礼者聖ヨハネ教会に安置された。墓碑は1806年の同教会で起きた火災に巻き込まれ、現存しない。

## 引用・脚注
1. ↑  表記はAlbert Siegmund von Seeguth-Stanisławski、Albrecht Siegmund von Zeiguth-Stanislawski、Albrecht Zygmunt Seeguth-Stanisławskiなどの揺れがある。
2. ↑  Fortgesetzte neue genealogisch-historische Nachrichten, 145. Teil, Leipzig 1774, S. 150–151.
3. ↑  アウグスト強王の認知された庶子アンナ・カロリーナ・オジェルスカの義妹にあたる。